# 水経注
『水経注』（すいけいちゅう）は、中国北魏代の地理書である。40巻。撰者（注者）は酈道元（469年 - 527年）、延昌4年（515年）の成立と推定される。

## 水経
その名の通り、本書は『水経』に対する注釈であり、本文も、「経」文に対する「注」文で構成されている。『水経』は、前漢代の桑欽の撰とされる（『唐六典』による）。ただし、『隋書』「経籍志」には撰者を記さず、『旧唐書』「経籍志」では、『隋書』では注者とする晋代の郭璞を撰者としている。『通典』では、地名表記を考証した結果、後漢の順帝以後の成立と述べている。清朝末期の考証学者、楊守敬（1839年 - 1915年）は、更に下って、三国の魏の時代の成立としている。

## 伝歴
酈道元の『水経注』は当初40巻本であったが、10世紀前後には、亡失の巻（晋代の郭璞注三巻。大漢和辞典より）が出て完本ではなくなっていた。それと共に、本来は別個であった経文と注文とが混雑してしまった。それを、明清の学者たちが調査し校合した結果、数種の復元がなされた。その中で最も詳細な考証を加えたのが、明の朱謀㙔が1615年に撰した『水経注箋』である。その土台の上に、全祖望（1705年 - 1755年）や戴震（1723年 - 1777年）らがテキストを復元した。

## 目録
- 原序
- 巻1 河水
- 巻2 河水
- 巻3 河水
- 巻4 河水
- 巻5 河水
- 巻6 汾水、澮水、涑水、文水、原公水、洞過水、晋水、湛水
- 巻7 済水
- 巻8 済水
- 巻9 清水、沁水、淇水、蕩水、洹水
- 巻10 濁漳水、清漳水
- 巻11 易水、滱水
- 巻12 聖水、巨馬水
- 巻13 㶟水
- 巻14 濕余水、沽河、鮑丘水、濡水、大遼水、小遼水、浿水
- 巻15 洛水、伊水、瀍水、澗水
- 巻16 穀水、甘水、漆水、滻水、沮水
- 巻17 渭水
- 巻18 渭水
- 巻19 渭水
- 巻20 漾水、丹水
- 巻21 汝水
- 巻22 潁水、洧水、潩水、潧水、渠水（沙水）
- 巻23 陰溝水、汳水、獲水
- 巻24 睢水、瓠子河、汶水
- 巻25 泗水、沂水、洙水
- 巻26 沭水、巨洋水、淄水、汶水、濰水、膠水
- 巻27 沔水
- 巻28 沔水
- 巻29 沔水、潛水、湍水、均水、粉水、白水、比水
- 巻30 淮水
- 巻31 滍水、淯水、㶏水、灈水、瀙水、潕水、溳水
- 巻32 漻水、蘄水、決水、沘水、泄水、肥水、施水、沮水、漳水、夏水、羌水、涪水、梓潼水、涔水
- 巻33 江水
- 巻34 江水
- 巻35 江水
- 巻36 青衣水、桓水、若水、沫水、延江水、存水、温水
- 巻37 淹水、葉楡河、夷水、油水、澧水、沅水、泿水
- 巻38 資水、漣水、湘水、灕水、溱水
- 巻39 洭水、深水、鍾水、耒水、洣水、漉水、瀏水、㵋水、贛水、廬江水
- 巻40 漸江水、斤江水

## テキスト
- 『合校水経注』（王先謙）
- 『水経注疏要刪』（楊守敬、熊会貞）